# Анна Очер'єльм
Анна Очер'єльм, уроджена Анна Агріконіа (до 1647, Нючепінг, Швеція — †1693, Штаде, Німеччина) — шведська письменниця, відома подорожніми щоденниками; фрейліна графині Кенігсмарк. Перша шведська жінка, що здобула дворянський титул власними заслугами (1691).

## Біографія
Народилася в родині священника Мангнуса Агріконіуса в Нючепінгу. Її брат Самуїл служив секретарем шведського посольства в Лондоні і Парижі, і отримав дворянський титул у 1679 році. 1671 року Анна почала служити у пошті графині Цвайбрюккен Марії Єфросинії, тітки короля Карла XI Шведського, де вона стала відомою завдяки високій освіченості та інтересу до наук. Незабаром Анна стала особистим супутником дочки Марії Єфросінії Шарлотти де ла Гарді, з якою у неї встановилась тісна дружба.
Шарлотта вийшла заміж за офіцера Отто Вільгельма Кенігсмарка в 1682 році і поїхала за чоловіком у його військовій службі по Європі. Обидві жінки разом із графом Кенігсмарком відвідали володіння Венеційської республіки, в тому числі Грецію. В період 1686—1689 років граф Кенігсмарк служив у венеційській армії, брав участь у Морейській війні (також знана як Шоста османсько-венеційська війна) проти Османської імперії в Греції, де дві жінки супроводжували його. У своїх щоденниках Анна описувала, як вони проводили час у наукових дослідженнях, як відвідували Афінський акрополь. Вона також описує, як вони розмовляли із грецькими науковцями про науку і філософію. Анна стала свідком руйнування Парфенона, коли у храм, перетворений на пороховий склад, влучили гарматні ядра в 1687 році. Прогулюючись вже по руїнах Парфенона Анна знайшла в руїнах арабський рукопис, який вона передала університету міста Уппсала.
Після смерті графа Кенігсмарка в 1688 році, Анна жила разом із Шарлоттою де ла Гарді у німецькому місті Штаде. У 1691 році Анна була облагороджена королем Карлом. Вона стала першою жінкою у своїй країні, яка здобула дворянський титул власними заслугами. Тоді ж її ім'я замінили з Агріконія на Очер'єльм. Померла Анна Очер'єльм в Штаді. Одні джерела зазначають рік смерті — 1693 рік, інші — 11 лютого 1698 року.